# Sü Meng-tchao
Sü Meng-tchao (čínsky pchin-jinem Xú Mèngtáo, znaky 徐梦桃; 12. července 1990 An-šan) je čínská akrobatická lyžařka. Na olympijských hrách v Pekingu roku 2022 vyhrála závod v akrobatických skocích. Na hrách v Soči roku 2014 brala ve stejné disciplíně stříbro. V Pekingu získala ještě jednu medaili kolektivní, stříbro v závodě smíšených družstev. V roce 2013 se stala mistryní světa. Jinak má ze světového šampionátu ještě tři individuální stříbra (2009, 2011, 2025) a tři bronzy (2015, 2017, 2019). K tomu má stříbro ze smíšených družstev z roku 2019. Šestkrát se stala celkovou vítězkou světového poháru v akrobatických skocích (2012, 2013, 2017, 2018, 2019, 2022), jednou jí její výsledky stačili dokonce na zisk velkého křišťálového glóbu, tedy na celkové vítězství ve světovém poháru akrobatického lyžování (2013). Vyhrála ve světovém poháru 33 závodů, 58krát stála na stupních vítězů (stav k dubnu 2025).